# Christian von Rantzau
Christian von Rantzau, dänisch: Christian Rantzau-Friis (* 21. Oktober 1682; † 15. Mai 1731), war ein dänischer Generalleutnant.

## Leben

### Herkunft
Christian war Angehöriger des namhaften Adelsgeschlechts Rantzau. Seine Eltern waren der dänische Generalleutnant Johann von Rantzau (1650–1708) und dessen zweiter Gattin Sophia Amalia Friis (1651–1696).

### Laufbahn
Wie sein Vater trat er in die dänische Armee ein und wurde im Jahre 1700 Kornett. Er begleitete seinen Vater auf den niederländischen Kriegsschauplatz des Spanischen Erbfolgekriegs und wurde ebenda Generaladjutant des Herzog von Marlborough. Hiernach avancierte er schnell und wurde 1708 schließlich Oberst und Chef des Regiments seines Vaters.
Rantzau übernahm am 22. April 1716 als Chef das Kavallerie-Regiment Baudissin. Im Jahr darauf erhielt er seine Beförderung zum Generalmajor, nahm aber am Großen Nordischen Krieg nicht mehr aktiv teil. Im Jahre 1722 hat er seinen Abschied erhalten.
Rantzau erbte von seinem Onkel, dem dänischen Oberst Christian Friis (1652–1727), im Juli 1727 den Erbhof Hevringholm mit Essenbæk und Tustrup. Am 3. Mai 1728 erging eine königliche Genehmigung zu Namens- und die Wappenvereinigung Rantzau-Friis.
Noch 1731, kurz vor seinem Tod, wurde ihm der Charakter eines Generalleutnants verliehen.

### Familie
Rantzau vermählte sich mit Anna Benedicte Steensen († 1756), die als Witwe 1732 mit dem dänischen Kriegsminister Christian Carl Gabel (1679–1748) eine zweite Ehe einging. Rantzau hinterließ keine Kinder.